# Joachim Müncheberg
Joachim Müncheberg (ur. 31 grudnia 1918 w Friedrichsdorfie, zm. 23 marca 1943 w Tunezji) – niemiecki pilot, as myśliwski z okresu II wojny światowej. Odniósł 135 zwycięstw powietrznych.

## Życiorys
W październiku 1936 został powołany do służby w Wehrmachcie. Początkowo służył w jednostkach piechoty. W październiku 1938 został pilotem Luftwaffe. Został przydzielony do I./JG 2 234. 23 października 1939 został adiutantem III/JG 26. 7 listopada zestrzelił Blenheima Mk I (L 1325) z 57 Dywizjonu RAF. Podczas kampanii francuskiej zestrzelił 3 samoloty francuskie i 5 brytyjskich. 22 września został dowódcą 7/JG 26. 14 września został odznaczony Krzyżem Rycerskim. W lutym 1941 roku jego eskadra została przeniesiona na Sycylię. Latał nad Maltą. Od 12 lutego do 6 maja zestrzelił 19 samolotów. Były wśród nich samoloty typu Wellington, Hurricane, Avia BH-33. 22 kwietnia 1941 zapalił łódź latającą Sunderland (L5807) z 228 Dywizjonu RAF. 7 maja 1941 mając na koncie 43 zwycięstwa powietrzne został odznaczony Liśćmi Dębowymi do Krzyża Rycerskiego i włoskim Złotym Medalem Odwagi Wojskowej. W czerwcu i lipcu 1941 roku w Libii zestrzelił 5 samolotów RAF i SAAF. W sierpniu 1941 jego jednostka powróciła do Francji. W lipcu 1942 roku został przeniesiony na front wschodni. 5 września 1942 roku odniósł 100 zwycięstwo. Cztery dni później został odznaczony Mieczami do Krzyża Rycerskiego. 1 października został dowódcą JG 77 walczącej w Tunezji na Sycylii. Zginął podczas walki z amerykańskimi myśliwcami Spitfire z 52 Fighter Group. W sumie wykonał 512 lotów bojowych.

## Odznaczenia
- Krzyż Rycerski Krzyża Żelaznego z Liśćmi Dębu i Mieczami
  - Krzyż Rycerski – 14 września 1940
  - Liście Dębu (nr 12) – 7 maja 1941
  - Miecze (nr 19) – 9 września 1942[1]
- Krzyż Niemiecki w Złocie – 5 czerwca 1942
- Krzyż Żelazny I Klasy – 10 maja 1940
- Krzyż Żelazny II Klasy – 17 września 1939
- Złota odznaka pilota frontowego Luftwaffe z liczbą "400"
- Odznaka pilota-obserwatora Luftwaffe
- Wymieniany pięciokrotnie we wspomnieniach imiennych Wehrmachtbericht
- Złoty Medal za Męstwo Wojskowe – Włochy, 7 maja 1941
- włoska Odznaka Pilota